# Манільська затока
Манільська затока (філ. Look ng Maynila; ісп. Bahía de Manila) — природна гавань, яка лежить у південно-західній частині острова Лусон на Філіппінах і обмежена Кавітою та Манільською агломерацією на сході, Булаканом і Пампангою на півночі та Батааном на заході та північному заході. На берегу затоки розташований порт Маніли. Манільська затока у стратегічно важливому місці навколо столиці Філіппін сприяла комерції та торгівлі між Філіппінами та сусідніми країнами, ставши воротами для соціально-економічного розвитку ще до іспанської окупації. Площа Манільської затоки становить 1994 км2, довжина берегової лінії 190 км. Манільська затока дренує приблизно 17 000 км2 вододілу, при цьому річка Пампанга забезпечує близько 49 % притоку прісної води. При середній глибині 17 м його загальний об'єм оцінюється в 28,9 мільярда кубічних метрів (28,9 кубічних кілометрів). Вхід до затоки має ширину 19 км і розширюється до 48 км. Ширина затоки коливається від 22 км у гирлі до 60 км у найширшому місці.
Острови Коррехідор і Кабальйо розділяють вхід у бухту на два канали, близько 3,2 км на північ і 10,5 км завширшки на південь. Марівелес, у провінції Батаан, є якірною стоянкою всередині північного входу, а Санглі-Пойнт — колишнє місце розташування військово-морської бази Кавіт. По обидві сторони затоки лежать вулканічні вершини, вкриті тропічним листям: 40 км на північ — півострів Батаан, а на південь — провінція Кавіте.
Навпроти входу в Манільську затоку є кілька островів, найбільший з яких Коррехідор лежить за 3 кілометри від Батаана і разом з островом Кабальйо розділяє гирло затоки на Північний і Південний канали. У південному каналі лежить острів Ель-Фрайле та за входом, а на півдні — острів Карабао. Ель-Фрайле, скелястий острів площею приблизно 4 акри (1,6 га), підтримує масивні бетонні та сталеві руїни форту Драм, острівної фортеці, побудованої армією США для захисту південного входу в затоку. Безпосередньо на північ і південь є додаткові гавані, на яких розташовані як місцеві, так і міжнародні порти. Велика кількість суден у Північній і Південній гаванях сприяє морській діяльності в затоці. Менша з двох гаваней — Північна гавань — використовується для судноплавства між островами, тоді як Південна гавань використовується для великих океанських суден.
Затока відома серією морських боїв між іспанськими та голландськими флотами у березні — жовтні 1646 року та морською битвою, яка відбулася у ході іспано-американської війни. Відбулася 1 травня 1898 року на Філіппінах у Кавіте поблизу Маніли між американською Азійською ескадрою комодора Джорджа Дьюї та іспанською контр-адмірала Патрісіо Монтехо.

## Галерея

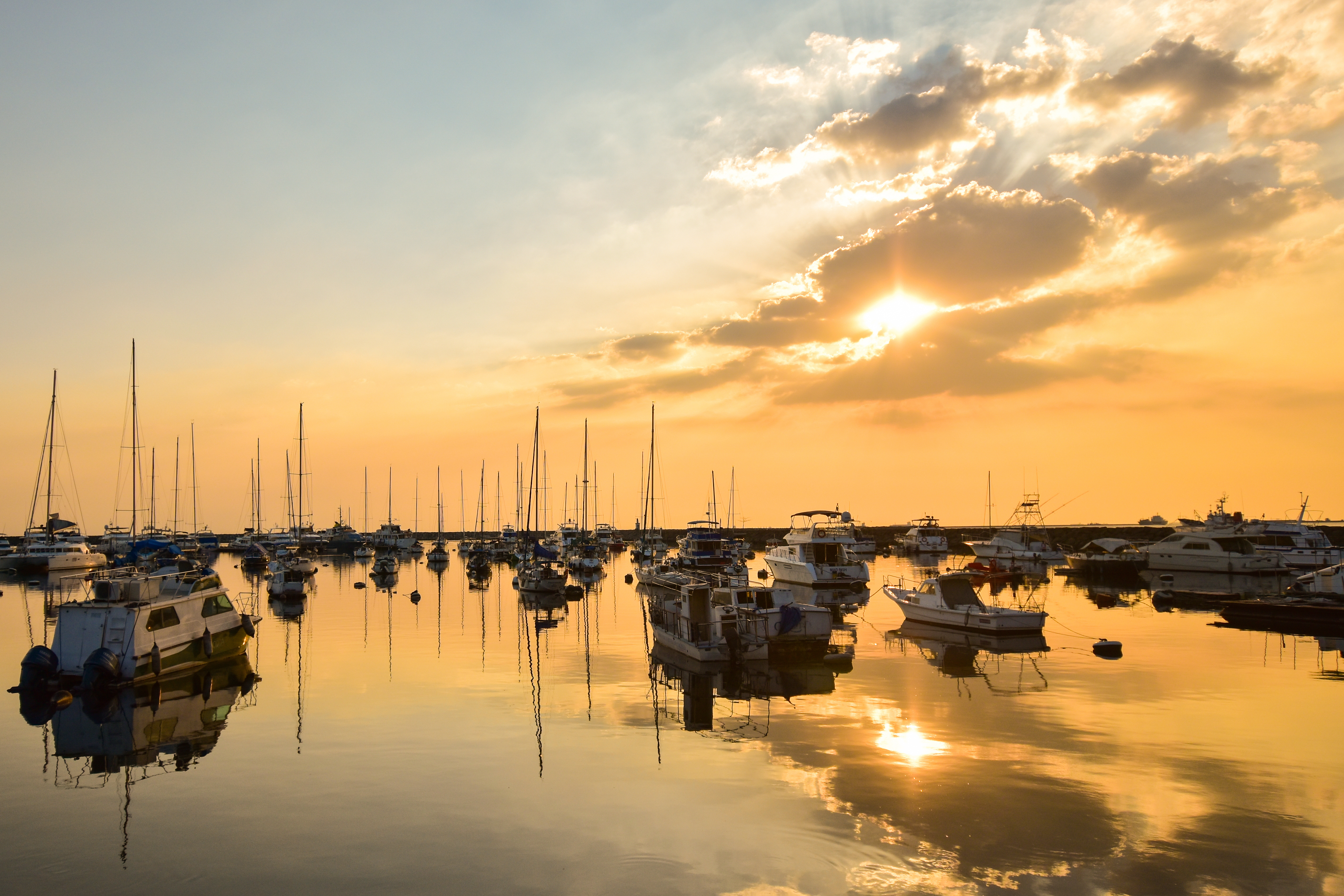
Захід сонця в Манільській затоці
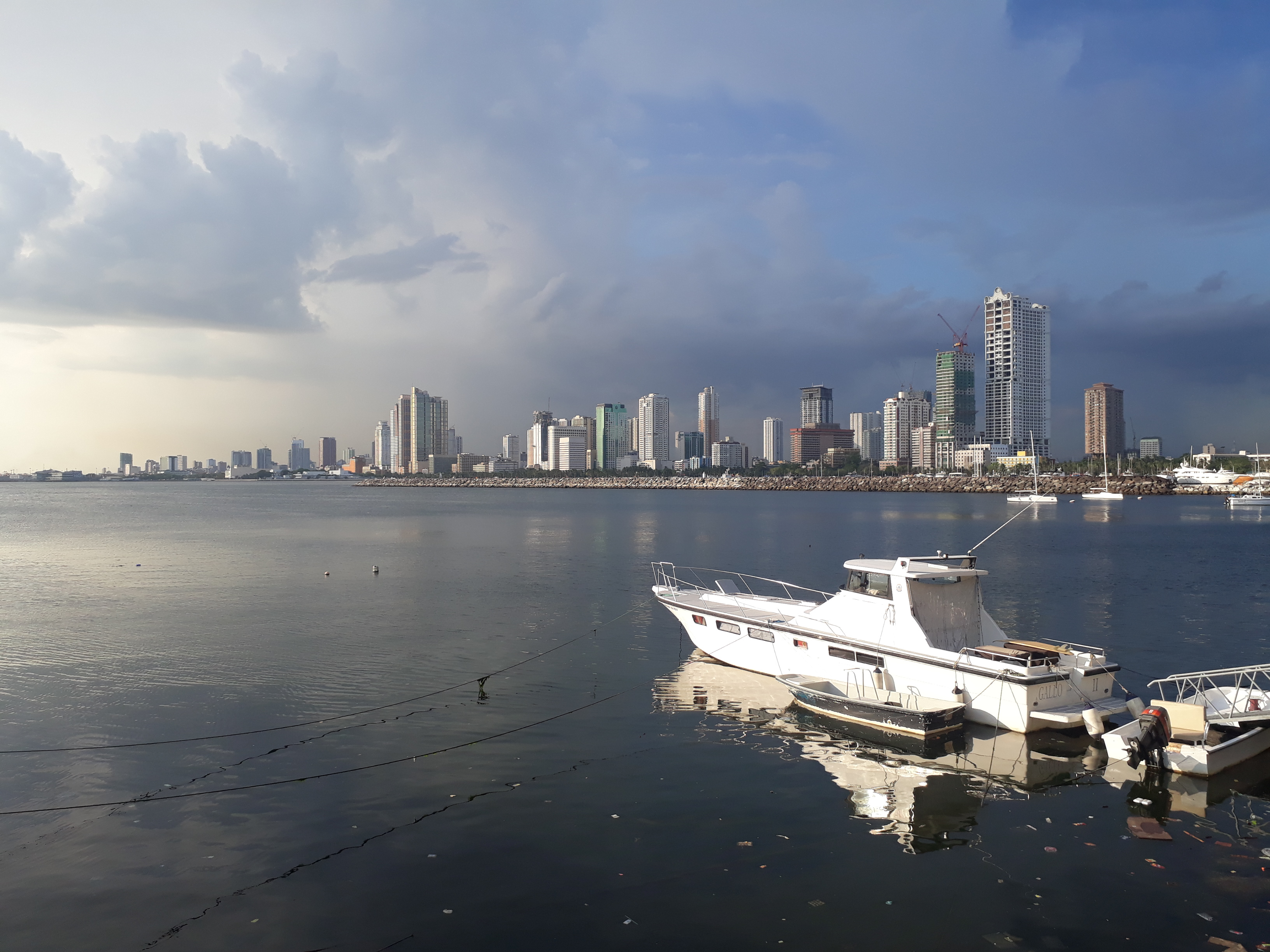
Вигляд на затоку з бульвару Рохаса